# Albert Wodrig
Albert Wodrig (* 16. Juli 1883 in Berlin; † 31. Oktober 1972 in Bad Oeynhausen) war ein deutscher Offizier, zuletzt General der Artillerie im Zweiten Weltkrieg.

## Leben
Wodrig diente als Offizier im Ersten Weltkrieg. Nach Ende des Krieges wechselte er in die Reichswehr und wirkte als Kommandeur und Generalstabsoffizier in verschiedenen Einheiten. In der Wehrmacht führte er während des Zweiten Weltkrieges unter anderem als Kommandeur die 21. Infanterie-Division. 1939 übernahm Wodrig  als Kommandierender General das XXVI. Armeekorps. Er führte das Korps bis zum 1. Oktober 1942.

## Auszeichnungen
- Eisernes Kreuz (1914) II. und I. Klasse
- Hanseatenkreuz Hamburg
- Spange zum Eisernen Kreuz II. und I. Klasse
- Deutsches Kreuz in Gold am 22. April 1942
- Ritterkreuz des Eisernen Kreuzes am 19. Juli 1940[1]